# Pljuni i zapjevaj moja Jugoslavijo
Pljuni i zapjevaj moja Jugoslavijo osmi je studijski album sarajevskog rock sastava Bijelo dugme, koji izlazi u studenom 1986.g. Novi je pjevač na albumu umjesto Mladena Vojičića "Tife" Alen Islamović.

## "Padaj silo i nepravdo"
Alen Islamović napušta sastav Divlje jagode, nezadovoljan njihovim neuspjehom u Engleskoj i dolazi u Dugme na mjesto vokala umjesto Tife. Bregović izdaje još jedan album inspiriran jugoslavenstvom. Album otvara skladba na kojoj partizan i narodni heroj Svetozar "Tempo" Vukmanović u pratnji Gorana Bregovića pjeva staru revolucionarnu temu "Padaj silo i nepravdo". Kao gost na albumu Pljuni i zapjevaj moja Jugoslavijo trebao je nastupiti Vice Vukov, pjevač zabavne glazbe iz šezdesetih godina koji je zbog nacionalizma bio na crnoj listi, međutim ideja je bila previše provokativna za to vrijeme pa se od nje odustalo.

## "Dvije godine generacije"
Osim političkih skladbi, na albumu se mogu naći i balade koje publika dobro prihvaća: "Ružica si bila, sada više nisi", "Pun mjesec iznad Bosne", "A i ti me iznevjeri" i klasična hit skladba "Hajdemo u planine". Na omotu je albuma trebala biti slika "Dvije godine generacije" Miće Popovića, ali kako je u to vrijeme još uvijek glasio za disidenta, došlo je do promjene, pa se na omotu našla kineska slika koja prikazuje moderni revolucionarni ples. Album bilježi visoku tiražu i odličnu posjećenost na turneji. Na koncertu u Beogradu kao gošća zajedno s njima nastupa operna pjevačica Dubravka Zubović.

## Popis pjesama
1. "Padaj silo i nepravdo" (Bregović) - 4:31
2. "Pljuni i zapjevaj moja Jugoslavijo" (Bregović) - 4:12
3. "Zamisli" (Bregović) - 6:07
4. "Noćas je ko' lubenica pun mjesec iznad Bosne" (Bebek) - 4:37
5. "Te noći kad umrem kad odem, kad me ne bude" (Bregović) - 4:03
6. "A i ti me iznevjeri" (Bregović) - 3:36
7. "Zar ne vidiš da pravim budalu od sebe" (Bregović - Bregović/Arnautalić/Kenović) - 4:36
8. "Hajdemo u planine" (Bregović) - 3:50
9. "Pjesma za malu pticu" (Bregović) - 3:47
10. "Ružica si bila, sada više nisi" - 3:47

## Izvođači
- Goran Bregović - gitara
- Alen Islamović - vokal
- Zoran Redžić - bas-gitara
- Goran "Ipe" Ivandić - bubnjevi
- Vlado Pravdić - klavijature
- Laza Ristovski - klavijature

### Produkcija
- Producent - Goran Bregović
- Izvršni producent - Radomir Marić-Raka
- Snimatelj, Mix - Branko Podbrežnički  (skladbe: B3, B4), Damir Begović  (skladbe: A1 i B2, B5)
- Tekst - Goran Bregović

## Vanjske poveznice
- Stranice Bijelog dugmeta  Arhivirana inačica izvorne stranice od 20. siječnja 2020. (Wayback Machine)
- discogs.com - Bijelo Dugme - Pljuni I Zapjevaj Moja Jugoslavijo